# Солванг (Калифорнија)
Солванг (енгл. Solvang) град је у америчкој савезној држави Калифорнија. По попису становништва из 2010. у њему је живело 5.245 становника.

## Демографија
Према попису становништва из 2010. у граду је живело 5.245 становника, што је 87 (1,6%) становника мање него 2000. године.
| Група             | 2000.         | 2010.         |
| Белци             | 4.090 (76,7%) | 3.507 (66,9%) |
| Афроамериканци    | 23 (0,4%)     | 38 (0,7%)     |
| Азијати           | 56 (1,1%)     | 72 (1,4%)     |
| Хиспаноамериканци | 1.059 (19,9%) | 1.530 (29,2%) |
| Укупно            | 5.332         | 5.245         |